# HEAT WAVE
HEAT WAVE（ヒート・ウェーブ）は、BLACK CATSの3作目のアルバム。

## 内容
ビクター音楽産業在籍で、6人編成期最後で、中村元（ベース）在籍唯一のオリジナル・アルバム。12曲中8曲が自作曲。「アルベデルチ」は、前作のアルバムのジャケットのモデルとなったVIVIENNEによる作詞・作曲。「雨のコニー・アイランド」の冒頭の部分は、高田が、やや暗めに囁いている。4枚目のシングル「うわさのラブモンスター」は収録されていない。

## 収録曲
1. もう一度だけランデブー
作詞・作曲　久米浩司
2. 愛にひと休み
作詞　高田誠一 作曲　中村元
3. 涙のロンリー・ナイト
作詞　中山良子 作曲　林敏明
4. ピンクのレモネード
作詞　中山良子 作曲　中村元
5. From Black to Pink
作詞　中山泰 作曲　近田春夫
6. アリベデルチ
作詞・作曲　VIVIENNE
7. I・愛・哀 -waiting for you-
作詞　高田誠一 作曲　片桐孝
8. Go-Go-トラベリングバス
作詞・作曲　覚田修
9. LOST LOVE
作詞　高田誠一 作曲　東山光良
10. 恋のチャイナ・クラブ
作詞　覚田修 作曲　久米良昌
11. いとしのベリンダ
作詞　片桐孝 作曲　久米良昌
12. 雨のコニー・アイランド
作詞　中山良子 作曲　高田誠一